# Cova dels Musclos
La Cova dels Musclos és una cova marina càrstica situada a la Punta de les Coves dins la serra de Colls-Miralpeix, al terme municipal de Sitges, (Garraf), inclòs a l'Inventari del Patrimoni Arqueològic i Paleontològic de Catalunya.
Se situa entre altres dues coves amb restes arqueològiques que són la Cova del Gegant i la Cova Verda. Es tracta d'una cova d'uns 20 metres de recorregut i conformada per dues galeries principals.
Es té constància de la cova des de l'any 1975 quan uns aficionats a l'arqueologia van realitzar-hi una excavació. L'actuació duta a terme a la galeria superior va identificar dos estrats, el superior es tractava de sediment reomplet parcialment pel mar, amb restes que pertanyen a l'Edat del Bronze. El segon nivell estava constituït per argiles, juntament amb alguna placa estalagmítica, i s'hi van trobar diverses restes de fauna quaternària, a més d'un esclat de sílex del Paleolític. En l'actualitat, l'entrada a la cova ha quedat sota el nivell de les aigües a conseqüència de diversos factors, el continuat enfonsament de la línia de costa del Garraf i el derivat augment del mar, junt amb el cessament de l'arribada de sorres que constituïen les platges d'aquest indret, provocat per l'edificació de la costa.
Els estudis i reconstruccions paleoambientals han determinat que, durant el període d'utilització prehistòrica de la cova, el nivell del mar se situaria en 25-75 metres més baix que actualment, per tant la costa es trobaria entre 4-12 km més lluny, conseqüentment disposaria d'una gran plana costanera amb un ric ecosistema. Les temperatures serien més baixes i la pluviositat més elevada. La cacera es realitzaria fonamentalment dins la plana costanera, però també hi ha una certa explotació d'espècies que viurien a les valls o a les zones més escarpades del massís com petits bòvids.